# 劉胤 (前趙)
劉 胤（りゅう いん、? - 329年）は、中国五胡十六国時代の漢（後の前趙）の皇族。字は義孫。5代皇帝劉曜の次男。母は元悼皇后。兄に劉倹、弟に劉煕らがいる。劉曜死後は、実質上前趙の指揮を執った。

## 略歴
容姿端麗で、臨機応変に物事に対処できたという。10歳にして身長七尺五寸となり、眉や鬢は描いたようにはっきりとしていた。
昭武帝劉聡は劉胤に特に目を掛けており、当時中山王であった父の劉曜に「この子には神気があり、義真（劉倹の字）とは比較にならない。この子を嫡男に立てるべきだ。文王が伯邑考を廃して、武王を立てた意をよく考えよ」と進めた。しかし劉曜は「臣の藩国では、祭祀を守る事さえ出来れば世継ぎとして十分です。わざわざ長幼の倫を乱す必要はありません」と反対したが、劉聡は「卿の勲功は天地に並び、藩国は100城を兼ねている。まさしく当世の太師といえる存在であり、専征の任を授けられた存在でもある。五侯九伯とは専征の任を預かった者であり、卿の子孫は諸藩国と同じではない。義真では太伯の高譲の風を追う事はできない。卿の憂いを取り除くために、義真を別に一国を封じよう」と言った。こうして劉倹は臨海王に封じられ、代わって劉胤が世子に立てられた。
劉胤は成長するとますます壮健になり、騎馬や射術を習得した。
318年8月、大将軍靳準が政変を起こし、劉氏は老若男女問わず全て皆殺しとなった。ただ劉胤だけは匈奴の部族である黒匿郁鞠部に逃亡し、素性を隠して奴隷に姿を変える事で難を逃れた。やがて靳準の乱が鎮圧されると、父の劉曜は国家を再興したが、劉胤は奴隷のまま部落に留まり、正体を名乗り出なかった。劉曜は既に劉胤が死んだものと思い、319年に三男の劉煕を皇太子に立てた。
323年6月、劉曜が陳安を討ったと聞くと、劉胤はやっと自らの出自を黒匿郁鞠部の大人に話した。黒匿郁鞠部の大人はこれを聞くと驚愕し、劉胤を礼遇すると共に衣馬を提供した。また、自らの子を差し出して劉胤と共に長安に送り届けた。劉曜は劉胤と再会すると大いに涙を流したという。また、黒匿郁鞠部の大人の忠節を喜び、使持節・散騎常侍・忠義大将軍・左賢王に任じた。
劉胤は若くして禍乱に巻き込まれ、荒波に呑まれてしまったが、風格を有してその才知は突出していた。また、清々しく卓然な精神を持っており、身長は八尺三寸にまで成長し、髮の長さは身長とほぼ同じであった。多力にして射術にも長け、風雲の如き敏捷さを持っていた。これにより劉曜は劉胤を重んじ、朝臣も同じく彼へ期待を寄せたという。
ある時、劉曜は群臣を集めると「義孫（劉胤の字）は、乱世にあって萎縮せず、黒くしようとしても染まらない人物である。既に義光（劉煕）を太子に立てているが、まだ幼い上に、腰が低く細かいことを気にする性格だ。恐らくは、今世の太子としては難があろう。上は社稷を固められず、下は義光が非難されるのを恐れる。義孫は年長であり明徳がある。また、先に世継ぎとして立てている。朕は、遠くは周の文王を追い、近くは光武帝に追従し、宗廟に泰山の安をもたらしたい。それでこそ義光にも、無疆の福がもたらされるだろう。諸卿はどう思うか」と問うた。太傅呼延晏を始めとした群臣は「陛下が遠く周漢に倣うのは、国家の無窮の計と言えましょう。どうして臣らが頼りとしない事がありましょうや。実に宗廟四海の慶びであります」と答えた。だが、左光禄大夫卜泰・太子太保韓広は進み出て「もし陛下が廃立を正しいと考えているのであれば、群下に問う必要はないでしょう。もし少しでも疑念を抱いているのであれば、臣らの異同の言を聞き、その上でお考え下さい。我ら二人は、太子を廃するは非であると考えております。その昔、周文は太子を立てる前に、武王を世継ぎに決めましたが、これは正しい行いであります。光武帝は皇后への寵愛を失ったが為に、太子の廃立を決めましたが、これが聖朝の模範と呼べましょうか。東海王（劉彊）は本当に明帝に及ばなかったのでしょうか。皇子の劉胤は文武の才略を兼ね備え、その度量は広く遠大で、唯一無二の存在であり、周発（武王）を追従するに足る人物です。しかしその一方で、太子（劉煕）は孝友にして思いやりがあり、志は深く雅であります。国家を担うには十分であり、必ずや太平の賢主となれるでしょう。ましてや太子宮とは六合人神に繋がる所であり、軽々に廃するものではありません。陛下がどうしても廃立されようとするのであれば、臣らは死あるのみです。我らが詔を受け入れる事はありません」と述べると、劉曜は黙り込んでしまった。
劉胤は劉曜の御前で「臣は慈父の子であり、陛下はこれまで鳲鳩の仁（君主が公平に臣民に対応する事）となるよう務めて来られました。それなのになぜ今、煕が立っているのに臣を新たに立てようと言うのですか。陛下が真に誤った恩を掛けるのであれば、臣はここに死を賭してでも、赤心を明らかにしたいと思います。陛下がもし臣を天下の大任に堪え得る者とお考えであるなら、どうして義光（劉煕）を補佐して聖業を継がせることを考えられないのでしょうか」と涙ながらに述べると、朝臣はこれを痛み悲しんだ。
劉煕は劉曜の寵愛していた羊氏の産んだ子であったので、やがて劉曜は廃するのに忍びなくなり、結局取り止めとなった。劉胤の母である前妻の卜夫人は元悼皇后と追諡され、卜泰は劉胤の外戚であったにもかかわらず劉煕の廃立に反対したので、忠心を称えられて上光禄大夫・儀同三司に任じられ、太子太傅を兼任した。また、劉胤は永安王に封じられ、侍中・衛大将軍・都督二宮禁衛諸軍事・開府儀同三司・録尚書事に任じられ、同じく太子太傅を兼任し、皇子と号された。また、劉曜は劉煕に、劉胤に対して家人の礼を尽くすよう命じた。
325年5月、劉胤は大司馬に任じられ、南陽王に進封し、漢陽諸郡13を以って南陽国とした。また、単于台を渭城に設置し、劉胤を大単于に任じると、左右賢王以下を設けて胡・羯・鮮卑・氐・羌の豪傑を迎えた。
327年、前涼君主張駿は武威郡太守竇濤・金城郡太守張閬・武興郡太守辛岩・揚烈将軍宋輯らへ数万の兵卒を与え、将軍韓璞と合流して前趙の秦州諸郡を攻略するよう命じた。前涼軍は大夏から秦州諸郡に到来すると、各地で略奪を行った。劉曜は劉胤に歩兵騎兵合わせて4万を与え、迎撃を命じた。劉胤は出撃すると、狄道へ駐屯した。前涼の枹罕護軍辛晏が救援を要請すると、張駿は韓璞・辛岩を派遣し、韓璞は沃干嶺に陣取った。両軍は川を挟んで70日余り睨み合った。
10月、韓璞は兵糧を金城へ運ぶよう辛岩へ命じた。それを知った劉胤は「韓璞の兵力は我々の十倍である。その上、我々は兵糧が少なく持久戦では苦しかった。今、敵が軍を分けて兵糧を運ぶのは、まさしく天の配剤である。ここで辛岩を破れば、韓璞も自滅する」と喜び、冠軍将軍呼延那奚に親御郎（公卿以下の子弟で勇幹な者を集めて構成された部隊）2000騎を与えて輸送路を断たせ、劉胤自らは3000騎を率いて沃干嶺で辛岩を襲撃し、これを破った。さらに、劉胤は渡河すると韓璞の陣営を強襲した。これに韓璞軍は総崩れとなり、撤退を始めた。 劉胤は勝ちに乗じて追撃し、令居で敵軍に追いつくと、散々に撃ち破って2万の首級を挙げた。劉胤軍はそのまま振武まで進撃すると、河西地方は震撼した。取り残された張閬・辛晏は数万の兵と共に前趙へ降伏した。この戦果により、劉曜は河南の地を全て支配下に入れた。
328年12月、洛陽攻略中の劉曜が後趙の石堪の急襲を受け大敗した。劉曜は石堪の兵に捕らえられて石勒の下へと護送されると、やがて殺害された。
329年1月、劉曜が捕まった事を知った劉胤は衝撃を受け、劉煕・劉咸らと共に協議し、西の秦州へ遷都することを決めた。尚書胡勲は「今、主を失ったとは言え、国家はまだ健在であり、将士の情も一つであり、離反もありません。共に力を合わせて険阻な地に拠り、抵抗するべきです。逃げるのは、その後からでも遅くありません」と進言したが、劉胤はこれを聞き入れず、邪魔立てしようとしたとして怒り、胡勳を斬り殺した。そして、百官を率いると上邽へと撤退した。劉厚・劉策は守備を放棄して逃亡し、関中は騒乱に陥った。将軍蒋英・辛恕は兵10万を擁して長安に拠ると、使者を派遣して石勒を招き入れようとした。石勒は石生に洛陽の兵を与え、長安に向かわせた。
8月、劉胤・劉遵は兵数万を率いると上邽を経由し、石生のいる長安へと攻め込んだ。隴東・武都・安定・新平・北地・扶風・始平の諸郡の戎・夏は皆、挙兵して劉胤に呼応した。劉胤が仲橋まで軍を進めると、石生は長安の守りを固めた。石勒は石虎に騎兵2万を与え、劉胤を迎え撃たせた。
9月、両軍が義渠で激突した。劉胤は石虎軍に破れ、兵5000余りを失った。劉胤が上邽へと敗走すると、石虎は勝利に乗じて追撃を掛け、上邽を攻め落とした。屍は1000里に渡って転がり、劉煕は劉胤を始めとした将王公卿校以下3000人余りと共に生け捕られ、石虎に皆殺しにされた。石虎は台省の文武官・関東の流民・秦雍の豪族9000人余りを襄国へと移し、王公と5郡の屠各5000人余りを洛陽で生き埋めにした。